# Klyuchevsky (huyện)
Huyện Klyuchevsky (tiếng Nga: ? райо́н) là một huyện hành chính tự quản (raion), của Vùng Altai, Nga. Huyện có diện tích 2866 km², dân số thời điểm ngày 1 tháng 1 năm 2000 là 13700 người. Trung tâm của huyện đóng ở Klyuchi.